# Független valószínűségi változók
A valószínűségszámításban és statisztikában a valószínűségi változók függetlenek, ha ha az egyik értékének ismeretéből semmi információt sem lehet nyerni a másik lehetséges értékére. Formálisan, adva legyenek az {\displaystyle (\Omega ,{\mathcal {A}},P)} valószínűségi tér, {\displaystyle (E_{1},\Sigma _{1})} és {\displaystyle (E_{2},\Sigma _{2})} mértékterek, ekkor az
{\displaystyle X_{1}:(\Omega ,{\mathcal {A}},P)\to (E_{1},\Sigma _{1})}
és
{\displaystyle X_{2}:(\Omega ,{\mathcal {A}},P)\to (E_{2},\Sigma _{2})}
valószínűségi változók függetlenek, ha minden {\displaystyle B_{1}\in \Sigma _{1}} és {\displaystyle B_{2}\in \Sigma _{2}} esetén
{\displaystyle P(\{\omega \in \Omega \colon X_{1}(\omega )\in B_{1}\,{\text{,}}\,X_{2}(\omega )\in B_{2}\})=P(\{\omega \in \Omega \colon X_{1}(\omega )\in B_{1}\})\cdot P(\{\omega \in \Omega \colon X_{2}(\omega )\in B_{2}\})}.
A definíció több változóra is kiterjeszthető.
A valószínűségi változók függetlensége a valószínűségszámítás és statisztika lényegi eleme, ami események függetlensége és halmazrendszerek függetlenségét általánosítja. Több tétel, mint például a centrális határeloszlás tétele is elvárja. Vannak tételek, amelyekhez az összes valószínűségi változónak függetlennek kell lennie, de néhányhoz elég a páronkénti függetlenség.

## Jelölések, alternatív definíció
A halmazokat többnyire kompaktabban jelölik, azaz {\displaystyle \{\omega \in \Omega \colon X_{2}(\omega )\in B_{2}\}} helyett inkább az {\displaystyle \{X_{2}\in B_{2}\}} kifejezést írják. Ezzel a fenti definíció:
{\displaystyle P(\{X_{1}\in B_{1},\,X_{2}\in B_{2}\})=P(\{X_{1}\in B_{1}\})\cdot P(\{X_{2}\in B_{2}\})}
minden {\displaystyle B_{1}\in \Sigma _{1},\,B_{2}\in \Sigma _{2}} halmazra.
Alternatív definíció adható független események segítségével. Ekkor
{\displaystyle A_{B_{1}}^{1}=\{\omega \in \Omega \colon X_{1}(\omega )\in B_{1}\}}
{\displaystyle A_{B_{2}}^{2}=\{\omega \in \Omega \colon X_{2}(\omega )\in B_{2}\}}.
Azaz ha {\displaystyle X_{1},X_{2}} valószínűségi változók, akkor függetlenek, ha minden {\displaystyle B_{1}\in \Sigma _{1},B_{2}\in \Sigma _{2}} halmazra {\displaystyle A_{B_{1}}^{1}} és {\displaystyle A_{B_{2}}^{2}} független események, tehát
{\displaystyle P(A_{B_{1}}^{1}\cap A_{B_{2}}^{2})=P(A_{B_{1}}^{1})P(A_{B_{2}}^{2})}

## Példa
Legyen {\displaystyle (\Omega ,{\mathcal {A}},P)} eseménytér, ahol {\displaystyle \Omega =\{1,2,3,4\}} mint alaphalmaz, {\displaystyle {\mathcal {A}}={\mathcal {P}}(\Omega )} σ-algebra, és a valószínűségi mérték az egyenletes eloszlás. Legyen továbbá {\displaystyle E_{1}=E_{2}=\{0,1\}} és {\displaystyle \Sigma _{1}=\Sigma _{2}={\mathcal {P}}(\{0,1\})}. Állítjuk, hogy az
{\displaystyle X_{1}(\omega )={\begin{cases}1&{\text{ ha }}\omega \in \{1,2\}\\0&{\text{ ha }}\omega \in \{3,4\}\end{cases}}}
{\displaystyle X_{2}(\omega )={\begin{cases}1&{\text{ ha }}\omega \in \{2,3\}\\0&{\text{ ha }}\omega \in \{1,4\}\end{cases}}}.
valószínűségi változók függetlenek.
Mindkét σ-algebrának négy eleme van: {\displaystyle \emptyset ,\{0\},\{1\},\{0,1\}}, emiatt 16 kombinációt kellene megvizsgálni. Könnyen elintézhetők azok az esetek, amikor az egyik halmaz tartalmazza a másikat, hiszen minden halmaz független ezektől. Marad további négy lehetőség, ezekben {\displaystyle B_{1}=\{0\}} vagy {\displaystyle B_{1}=\{1\}} kombinálódik a következőkkel.
1. Legyen {\displaystyle B_{1}=B_{2}=\{0\}}. Ekkor {\displaystyle A_{B_{1}}^{1}=\{3,4\}} és {\displaystyle A_{B_{2}}^{2}=\{1,4\}} továbbá {\displaystyle A_{B_{1}}^{1}\cap A_{B_{2}}^{2}=\{4\}}. Ezek az események függetlenek, mivel {\displaystyle P(\{4\})={\tfrac {1}{4}}=P(\{3,4\})P(\{1,4\})}:
2. Legyen {\displaystyle B_{1}=B_{2}=\{1\}}. Ekkor {\displaystyle A_{B_{1}}^{1}=\{1,2\}} és {\displaystyle A_{B_{2}}^{2}=\{2,3\}} továbbá {\displaystyle A_{B_{1}}^{1}\cap A_{B_{2}}^{2}=\{2\}}. Ezek az események függetlenek, mivel {\displaystyle P(\{2\})={\tfrac {1}{4}}=P(\{1,2\})P(\{2,3\})}.
3. Legyen {\displaystyle B_{1}=\{1\}} és {\displaystyle B_{2}=\{0\}}. Ekkor {\displaystyle A_{B_{1}}^{1}=\{1,2\}} és {\displaystyle A_{B_{2}}^{2}=\{1,4\}} továbbá {\displaystyle A_{B_{1}}^{1}\cap A_{B_{2}}^{2}=\{1\}}. Ezek az események függetlenek, mivel {\displaystyle P(\{1\})={\tfrac {1}{4}}=P(\{1,2\})P(\{1,4\})}.
4. Legyen {\displaystyle B_{1}=\{0\}} és {\displaystyle B_{2}=\{1\}}. Ekkor {\displaystyle A_{B_{1}}^{1}=\{3,4\}} és {\displaystyle A_{B_{2}}^{2}=\{2,3\}} továbbá {\displaystyle A_{B_{1}}^{1}\cap A_{B_{2}}^{2}=\{3\}}. Ezek az események függetlenek, mivel {\displaystyle P(\{3\})={\tfrac {1}{4}}=P(\{3,4\})P(\{2,3\})}.

Ezzel minden esemény független, tehát a valószínűségi változók is.

## Általános eset
Valószínűségi változók {\displaystyle X_{i}\colon (\Omega ,{\mathcal {A}},P)\rightarrow (E_{i},\Sigma _{i})} egy családja, ahol {\displaystyle i\in I} tetszőleges indexhalmazzal {\displaystyle I} független, ha teljesül indexek minden {\displaystyle J} részhalmazára, hogy
{\displaystyle P\left(\bigcap _{j\in J}\{X_{j}\in B_{j}\}\right)=\prod _{j\in J}P(X_{j}\in B_{j})}
minden {\displaystyle B_{j}\in \Sigma _{j}} esetén.
Halmazrendszerek függetlenségével is kiterjeszthető a definíció több változóra: Valószínűségi változók egy családja független, ha σ-algebráik függetlenek.
Ez a definíció a valószínűségi vektorváltozókra (amelyek {\displaystyle \mathbb {R} ^{n}} értékűek) is alkalmazható. Nincsenek további követelmények a komponensekre.

## Kritériumok

### Generátorrendszerek
A vizsgált halmazok száma csökkenthető, ha van ismert generátor. Ha minden σ-algebrához van {\displaystyle \Sigma _{i}} {\displaystyle {\mathcal {E}}_{i}} metszetstabil generátor, akkor {\displaystyle \sigma ({\mathcal {E}}_{i})=\Sigma _{i}}, tehát elegendő a generátorok függetlenségét vizsgálni. A kritérium így a következőre redukálódik:
{\displaystyle P\left(\bigcap _{j\in J}\{X_{j}\in B_{j}\}\right)=\prod _{j\in J}P(X_{j}\in B_{j})}
minden {\displaystyle B_{j}\in {\mathcal {E}}_{j}} halmazra és minden {\displaystyle J} véges részhalmazára {\displaystyle I}-nek. Diszkrét valószínűségi terekben a generátorok többnyire a pontok, valós valószínűségi változók esetén a Borel-féle σ-algebra generátorai, a félig nyílt intervallumok.

### Véges családok
Ha a valószínűségi változók, így indexhalmazuk is véges, például ha az indexhalmaz {\displaystyle I=\{1,\dots ,n\}}, akkor elegendő, hogy
{\displaystyle P\left(\bigcap _{i\in I}\{X_{i}\in B_{i}\}\right)=\prod _{i\in I}P(X_{i}\in B_{i})}
minden {\displaystyle B_{i}\in \Sigma _{i}} halmatra. Le lehet mondani a {\displaystyle J\subset I} részhalmazok vizsgálatáról. Ez következik abból, hogy {\displaystyle \{X_{i}\in E_{i}\}=\Omega }. A {\displaystyle J\subsetneqq I} eset automatikusan következik a fentiből, ha {\displaystyle i\in I\setminus J}-t helyettesítünk, ekkor {\displaystyle B_{i}=E_{i}} így a kijelentés a kisebb indexhalmazra is igaz.

### Diszkrét valószínűségi változók véges családjai
A fenti két kritérium együtt is vizsgálható, amennyiben diszkrét valószínűségi változók véges családjairól van szó. Legyen {\displaystyle I=\{1,\dots ,n\}} és legyenek az {\displaystyle X_{i}} valószínűségi változók {\displaystyle (\Omega ,{\mathcal {A}},P)}-beliek, és diszkrétek {\displaystyle (E_{i},\Sigma _{i})} szerint, tehát véges vagy megszámlálható végtelen számosságúak. Ekkor a valószínűségi változók függetlenek, ha
{\displaystyle P(X_{1}=x_{1},\dots ,X_{n}=x_{n})=\prod _{i=1}^{n}P(X_{i}=x_{i})}
minden {\displaystyle x_{i}\in E_{i}} esetén.

### Valós valószínűségi változók diszkrét családjai
Valós értékű valószínűségi változók véges családjaira a következő kritérium adódik: Az {\displaystyle (X_{i})_{i\in I}} valószínűségi változók függetlenek, ha
{\displaystyle P(X_{1}\leq x_{1},\dots ,X_{n}\leq x_{n})=\prod _{i=1}^{n}P(X_{i}\leq x_{i})}
minden {\displaystyle x_{1},\dots ,x_{n}\in \mathbb {R} } esetén. Ha az {\displaystyle F_{X_{i}}(x)=P(X_{i}\leq x)} függvények az {\displaystyle X_{i}} valószínűségi változók eloszlásfüggvényei, akkor {\displaystyle F_{I}(x_{1},\dots ,x_{n}):=P(X_{1}\leq x_{1},\dots ,X_{n}\leq x_{n})} a közös eloszlásfüggvény, akkor az {\displaystyle X_{i}} valószínűségi változók függetlenek, ha
{\displaystyle F_{I}(x_{1},\dots ,x_{n})=\prod _{i=1}^{n}F_{X_{i}}(x_{i})}
teljesül. Ha az {\displaystyle X_{i}} valószínűségi változóknak van közös {\displaystyle f_{I}} sűrűségfüggvénye, akkor éppen akkor függetlenek, ha
{\displaystyle f_{I}(x_{1},\dots ,x_{n})=\prod _{i=1}^{n}f_{X_{i}}(x_{i})}.
Ahol {\displaystyle f_{X_{i}}} az {\displaystyle X_{i}} szerinti peremsűrűség.

## Létezés
Véletlen valószínűségi változók véges családjai számára adódik a kérdés, hogy van-e egy elég nagy valószínűségi tér, amiben a teljes család független erre a térre. Nem nyilvánvaló, hogy ez lehetséges; alternatívája lenne, hogy ha elég sokan vannak, akkor σ-algebráik mindig összefüggnek.
A kérdés a szorzatmértékek segítségével igenlően megválaszolható. A
{\displaystyle \left(\prod _{i=1}^{\infty }\Omega _{i},\bigotimes _{i=1}^{\infty }{\mathcal {A}}_{i},\bigotimes _{i=1}^{\infty }P_{i}\right)}
szorzatmodellt tekintve az i-edik komponens {\displaystyle (X_{i})_{i\in \mathbb {N} }=(\pi _{i})_{i\in \mathbb {N} }}, azaz éppen az i indexű vetület. Így a szorzatmodell és a szorzatmérték definíciója miatt a család független, és a {\displaystyle \pi _{i}} vetületek eloszlása megegyezik {\displaystyle P_{i}} eloszlásával a {\displaystyle (\Omega _{i},{\mathcal {A}}_{i})} eseménytéren. A szorzatmodell elég nagy ahhoz, hogy tartalmazza független valószínűségi változók egy családját. A végtelen sok független valószínűségi változó létezését végtelen szorzatmérték létezésére vezettük vissza, ami nem magától értetődő. Ez belátható tetszőleges indexhalmazra például az Andersen-Jessen-tétellel, megszámlálható esetre alkalmazhsató az Ionescu-Tulcea-tétel, Borel-terekre Kolmogorov kiterjesztési tétele.

## Korrelálatlanság és függetlenség
Ha {\displaystyle X,Y} valószínűségi változók, akkor {\displaystyle X,Y} korrelálatlan, ha kovarinaciájuk nulla.
{\displaystyle X,Y} függetlenségéből következik korrelálatlanságuk. Ugyanis függetlenség esetén a várható értékekre teljesül, hogy
{\displaystyle \operatorname {E} (XY)=\operatorname {E} (X)\operatorname {E} (Y)};
így
{\displaystyle \operatorname {Cov} (X,Y)=\operatorname {E} (XY)-\operatorname {E} (X)\operatorname {E} (Y)=\operatorname {E} (X)\operatorname {E} (Y)-\operatorname {E} (X)\operatorname {E} (Y)=0}.
Az első egyenlőség a kovariancia eltolástételéből, a második a függetlenségből és a várható értékekre vonatkozó fenti egyenlőségből következik.
Megfordítva azonban a korrelálatlanságból nem következik a függetlenség. Legyen az {\displaystyle X} valószínűségi változó egyenletes eloszlású az {\displaystyle [-1,1]} intervallumon, és {\displaystyle Y=X^{2}}. Ekkor
{\displaystyle \operatorname {Cov} (X,Y)=\operatorname {E} (X^{3})-\operatorname {E} (X)\operatorname {E} (X^{2})=0-0\cdot \operatorname {E} (X^{2})=0},
tehát a valószínűségi változók korrelálatlanok. De nem függetlenek, hiszen például
{\displaystyle P(\{X\in [0,{\tfrac {1}{2}}],\,Y\in [0,{\tfrac {1}{9}}]\})=P([0,{\tfrac {1}{2}}]\cap [-{\tfrac {1}{3}},{\tfrac {1}{3}}])={\frac {1}{6}}}
és
{\displaystyle P(\{X\in [0,{\tfrac {1}{2}}]\})=P([0,{\tfrac {1}{2}}])={\frac {1}{4}}{\text{ s }}P(\{Y\in [0,{\tfrac {1}{9}}]\})=P([-{\tfrac {1}{3}},{\tfrac {1}{3}}])={\frac {1}{3}}}.
A függés adódik abból, hogy {\displaystyle {\tfrac {1}{4}}\cdot {\tfrac {1}{3}}\neq {\tfrac {1}{6}}}.

## Analízis függetlenségre
A függetlenségi analízis a korrelációt vizsgálja, ha ez nem nulla, akkor a függetlenségről szóló hipotézis elvehető. Másrészt azonban ez még nem jelent biztos függetlenséget, mert ez csak a lineáris kapcsolatot mutatja ki. Viszont például, ha a közös eloszlás normális, akkor a függetlenség igazolva van. Végezhetők további tesztek is.

## Valószínűségi változók és halmazrendszerek függetlensége
A feltételes várható értékre hagyatkozva definiálható valószínűségi változó és halmazrendszer függetlensége is. Legyen {\displaystyle X} valószínűségi változó, és {\displaystyle {\mathcal {E}}} halmazrendszer. Függetlenek, ha {\displaystyle {\mathcal {E}}} és az {\displaystyle X} által generált σ-algebra független.

## Általánosítások
Hasonlóan definiálható a feltételes várható érték felhasználásával halmazrendszerek és valószínűségi változók feltételes függetlensége.